# 茹欲立
茹欲立（1883年—1972年10月10日）字卓亭，笔名大无畏、皮生。陕西泾阳鲁桥（今属陕西三原）人。清朝、中华民国、中华人民共和国政治人物。

## 生平
清朝光绪二十四年（1898年），茹欲立入泾阳崇实书院。光绪二十八年（1902年），入三原宏道大学堂。光绪二十九年（1903年）宏道大学堂总教习薛寿轩悬牌申斥于右任出言不逊， 于右任离校，茹欲立等人同薛寿轩说理未果。光绪三十年
（1904年）初，于右任出任商州中学堂监督，延请茹欲立、李仪祉担任教员。此后，于又任到开封参加会试，茹欲立、李仪祉代理校务。陕西巡抚升允奉旨捉拿“倡言革命”的于右任，于右任乃流亡上海，茹欲立、李仪祉也受连累而辞职。光绪三十一年（1905年）秋，茹欲立被选为陕西官费生留学日本，入东京振武学校，同年参加中国同盟会。光绪三十四年（1908年）正月，茹欲立和陕西籍留学日本学生创办了刊物《夏声》，茹欲立以大无畏、皮生等笔名投稿，鼓吹革命，反对君主立宪。同年，茹欲立毕业于振武学校，但是由于曾经参与并领导学潮，其学历不为留学生总监督所承认，茹欲立也被遣送归国。归国后，茹欲立经上海、广东返回陕西。
1911年10月22日，西安的中国同盟会会员同新军、哥老会共同起义，10月23日光复西安。10月27日，秦陇复汉军政府成立，茹欲立任秦陇复汉军政府秘书长。不久，茹欲立转任总务府参政处负责人兼河北安抚使，后又任北路防御招抚兼筹备财政使。1913年4月，民元国会成立，茹欲立出任国会众议院议员。1914年1月，袁世凯解散国会，茹欲立赴日本。1915年末，茹欲立得知蔡锷在云南成立护国军讨伐袁世凯，随即归国参加护国运动。
此后，茹欲立曾任陕西督军府顾问。1919年初，他秘密离开陕西督军府，到三原任陕西靖国军总参议。1922年3月，杨虎城在军中迎接于右任，茹欲立随赴武功县，重建靖国军总司令部。同年，杨虎城赴陕北，于右任赴上海，茹欲立也抵达上海。后来，由于母亲去世，茹欲立奔丧回到陕西。
1927年6月冯玉祥、蒋介石举行徐州会议之际，武汉国民政府任命茹欲立为陕西省政府委员。不久宁汉合流，茹欲立、王授金、惠友光等一同遭到撤职。1928年2月，于右任任南京国民政府审计院院长，茹欲立应于右任邀请，于1928年秋到南京任审计院副院长。1931年2月于右任出任监察院院长，审计院改名为审计部，隶属监察院，茹欲立任审计部部长。1932年6月，蒋介
石对中国工农红军发动第四次围剿，要求财政部拨给南昌行营100万元非常经费，财政部向茹欲立呈送了紧急拨款命令书，茹欲立则力守1931年度总预算案，拒绝在该命令书上签字。茹欲立由此辞职，并发誓不再在国民政府中任官职。
西安事变和平解决后，杨虎城不得不出国考察，蒋介石托人请茹欲立担任陕西省政府主席一职，被茹欲立拒绝。
抗日战争爆发后，1938年7月茹欲立参加国民参政会任参政员，同周恩来、林伯渠、邹韬奋等人有所来往。1940年4月参加国民参政会一届五次会议时，对中国国民党压制民主的做法不满，没听完蒋介石所致的闭幕词便离开会场，称：“既不让自由讨论，那么还开会干什么？”他随即离开重庆回到陕西。回到三原后，他靠卖字为生。此后，国民政府任命其担任晋陕监察区监察使，陕西省政府任命其为顾问，均遭到茹欲立拒绝。他经常收听延安的中共广播。中共关中地委奉上级指示致函茹欲立，欢迎他全家赴延安。茹欲立怕连累亲友，遂未赴延安。中国人民解放军占领三原前夕，胡宗南密令驻三原的三十八军军长姚国俊胁迫茹欲立南逃，姚国俊因未执行该命令而遭到撤职；胡宗南又命令陕西省保安司令张坤生将茹欲立接到西安，张坤生乃给茹欲立送路费并嘱咐其暂避他处。
中华人民共和国成立后，茹欲立历任西北军政委员会委员、西北行政委员会委员、最高人民检察署西北分署副检察长、全国政协委员等职，并当选陕西省人大代表。
1972年10月10日，茹欲立病逝。